# Paradox (Fernsehserie)
Paradox ist eine britische Science-Fiction-Krimiserie von 2009, die lediglich fünf Folgen in einer Staffel umfasst. Anfang 2010 gab die englische Zeitung The Sun bekannt, dass BBC die Serie nicht fortsetzen wird.
Die Erstausstrahlung in Großbritannien erfolgte vom 24. November bis zum 22. Dezember 2009 bei BBC One. In Deutschland wurde die Serie erstmals zwischen dem 1. September und dem 6. Oktober 2010 bei RTL II ausgestrahlt. 

## Handlung
Die Serie handelt von einem Polizeiteam um Detective Inspector Rebecca Flint, das Ereignisse in der nahen Zukunft aufzuklären und zu verhindern versucht. Einzige Hinweise auf diese Ereignisse sind jeweils Serien von scheinbar zusammenhanglosen Bildern, die der Astrophysiker Dr. Christian King in seinem Labor von einem Satelliten empfängt.

## Produktion
Erdacht wurde die Serie von der britischen Drehbuchautorin und ehemaligen Schauspielerin Lizzie Mickery, sie schrieb auch das Drehbuch für vier der insgesamt fünf Folgen. Simon Cellan Jones und Omar Madha führten Regie. Produziert wurde die Serie von Clerkenwell Films für BBC Northern Ireland. Die Serie wurde im Sommer 2009 innerhalb von 13 Wochen gedreht, Drehort war Manchester.

## Besetzung
| Rolle                             | Schauspieler     | Synchronsprecher   |
| --------------------------------- | ---------------- | ------------------ |
| Detective Inspector Rebecca Flint | Tamzin Outhwaite | Christin Marquitan |
| Dr. Christian King                | Emun Elliott     | Michael Deffert    |
| Detective Sergeant Ben Holt       | Mark Bonnar      | Thomas Nero Wolff  |
| Detective Constable Callum Gada   | Chiké Okonkwo    | Dennis Schmidt-Foß |
| Simon Manning                     | Lorcan Cranitch  | Detlef Bierstedt   |
| Amelia James                      | Abigail Davies   | Dascha Lehmann     |

Die Synchronisation erfolgte durch das Synchronstudio Interopa Film. Dialogbuch und Synchronregie übernahm Dennis Schmidt-Foß, der in der Serie außerdem die Rolle Callum Gada spricht.

## Episoden
| Episode | Deutscher Titel | Originaltitel | Drehbuch       | Regie              | Erstausstrahlung (UK) | Erstausstrahlung (DE) |
| ------- | --------------- | ------------- | -------------- | ------------------ | --------------------- | --------------------- |
| 1       | Erkenntnis      | Episode One   | Lizzie Mickery | Simon Cellan Jones | 24. November 2009     | 1. September 2010     |
| 2       | Wahrheit        | Episode Two   | Lizzie Mickery | Simon Cellan Jones | 1. Dezember 2009      | 8. September 2010     |
| 3       | Ewigkeit        | Episode Three | Lizzie Mickery | Simon Cellan Jones | 8. Dezember 2009      | 15. September 2010    |
| 4       | Entscheidung    | Episode Four  | Mark Greig     | Omar Madha         | 15. Dezember 2009     | 22. September 2010    |
| 5       | Bestimmung      | Episode Five  | Lizzie Mickery | Omar Madha         | 22. Dezember 2009     | 6. Oktober 2010       |